# 内田岳志
内田 岳志（うちだ たけし、1972年2月1日 - ）は、日本の俳優、声優である。所属事務所は浅井企画。東京都出身。

## 略歴
北海道江別市にある札幌学院大学を卒業後、青年座研究所に入所。

## 人物
趣味は演劇、映画鑑賞、野球。特技はアクロバット、関西弁。内田朝雄を父に持つ。

## 出演
太字はメインキャラクター。

### テレビドラマ
- 人生はフルコース（NHK）- 生田夏彦 役
- 大地の産声が聞こえる（NTV）
- 竜馬がゆく（TBS）
- 女借金取りvs買いまくる女（TBS）
- 松本清張特別企画・顔（TBS）
- かあさん保護司（TBS）
- ナニワ刑事と肝ッ玉母ちゃん（フジテレビ）
- 最高の食卓（テレビ朝日）
- 日曜ワイド白い刑事（テレビ朝日）

### 映画
- 新唐獅子株式会社（1999年公開 前田陽一監督）- ヤスオ 役
- 煙をめぐる冒険（2010年公開 秋本健樹監督）- 片桐秀一 役
- 明日日泣く（2011年公開 内藤誠監督・色川武大原作）- 神部 役
- LOVEまさお君が行く（2012年公開 大谷健太郎監督）
- 騒音（2015年公開 関根勤監督）

### 舞台
- 石川五右衛門 （1998年12月 新歌舞伎座）
- 浪花人情 おもろい町 （1999年10月 新歌舞伎座）
- 浪花人情 パラダイス （2000年8月 中日劇場）
- だって女だもん （2001年2月 名鉄ホール）
- 音楽劇 イシマツ〜踊る東海道〜 （2002年3月 中日劇場）
- 人情喜劇 おもろい町 （2003年8 - 10月 地方公演）
- あかね空 （2005.年12月 新歌舞伎座）
- あかね空 （2006年1月 中日劇場）
- プリティーガール （2007年 シアターアプル他 演出：赤堀二英 製作：東宝）
- W氏の帰れない夜（作・演出：西田シャトナー、2013年4月23日 - 29日、下北沢小劇場楽園）
- Dear...私様（2014年2月12日 - 16日：ハグワイベルシアター：シアターグリーン）
- 堅壘奪取（2015年6月20日-28日：TPROJECT:下北沢「劇」小劇場）
- バッファローの月（2016年6月24日-7月3日：TPROJECT　赤坂レッドシアター）
- 池田屋裏2炎上（2017年12月13日-17日：グワイニャオン　萬劇場）
- 花郎〜ファラン〜（2025年1月8日 - 19日、THEATER MILANO-Za 他）[4]

### テレビアニメ
- ポポロクロイス物語（1998年、ストン）
- アークザラッド（1999年、パンディット 他）
- ワイルドアームズ トワイライトヴェノム （1999年、ゼット）
- 逆転裁判 〜その「真実」、異議あり!〜（2016年、トミー / 富田松夫）
- サザエさん（2016年 - 2025年、須藤、佐伯、古沢 他）
- ヘボット!（2016年 - 2017年、スチャット[5]、コワコワット夏男 / コワコワット冬彦 / コワコワット春樹 / コワコワット梅雨男、モグラーマン、ノリオ、MAL360、トグロール、シクシクーナ、ユート、チャラブレッド、えっくん、魔王バーグ、ロボカッター、バッティ、メロメロス、十三郎）

### 吹き替え

#### 映画（吹き替え）
- アレキサンダー - ヘファイスティオン役（ジャレッド・レト）
- 運命の元カレ - ロジャー役（ジョエル・マクヘイル）
- 王様のためのホログラム - ユセフ役（アレクサンダー・ブラック）
- 王になった男 - ト部将役
- グリーンブック - ジョニー役（セバスティアン・マニスカルコ）[6]
- クリスマス・マジック プレゼントはお天気マシーン
- グリフィン家のウエディングノート ジャレド・グリフィン役（トファー・グレイス）
- ケージ・ダイブ - ジョシュ・ミラー役（ジョシュ・ポソフ）
- 結婚式の後で（テレシネマ、テレビ朝日）
- ザ・カップ 〜夢のアンテナ〜
- ザ・トレンチ
- シベリアの理髪師
- セレンディビティ 〜恋人たちのニューヨーク〜
- センター・オブ・ジ・アース（テレビ朝日） - レナード役
- ダンシング・クィーン - イ・ハヌィ役
- トゥームレイダー2 - ジェン役（テレンス・イン）
- ナイル殺人事件 - アンドリュー役（アリ・ファザル）[7]
- ブロークン・アロー
- みんな元気 - デイヴィッド役
- ワイルド・スピード MAX（テレビ朝日版）

#### ドラマ
- イ・サン（BS2） - タク・チス（卓智洙）役（ユ・ミニョク）
- イニョプの道（NHK BSプレミアム） - ユンソ役（イ・イギョン）
- ウォリアー（スター・チャンネル） - ヤング・ジュン役（ジェイソン・トビン）
- オールイン 運命の愛（NHK-BS） - チョンウォン役（チソン）
- 王女の男（NHK BSプレミアム）
- 王の顔 - 光海君役（ソ・イングク）
- オクニョ 運命の女 - チョンドン役[8]
- 風の国（BSフジ） - マロ役（チャン・テソン）
- 恐竜SFドラマ プライミーバル（NHK総合）
- 項羽と劉邦 King's War（WOWOWプライム） -　胡亥役
- SHERLOCK（シャーロック）（NHK BSプレミアム） - アンダーソン役（ジョナサン・アリス）
- 続ハリーズ・ロー 裏通り法律事務所（WOWOWプライム） - クルックシャンク役
- チェオクの剣（NHKBS） - アン・ビョンテク役（シン・スンファン）
- チャームド 〜魔女3姉妹〜 ファイナル・シーズン（AXN） - ノバック役
- 朱蒙（BSフジ） - マリ役（アン・ジョンフン）
- DEVILS〜金融の悪魔〜（スター・チャンネル） - オリヴァー・ハリス役（マラカイ・カービー）[9]
- ノーリミット（WOWOWプライム） - トニー役
- HAWAII FIVE-0 - サン・ミン・スー役（ウィル・ユン・リー）
  - シーズン1 #1・#8・#12・#23
  - シーズン2 #14
  - シーズン3 #12・#13
  - シーズン5 #7
  - シーズン6 #16
- 101回目のプロポーズ（WOWOW） - ジン・ユエン役（ユィ・イー）
- 不滅の恋人（NHK BSプレミアム） - ソン・ドゥクシク役[10]
- ヘチ 王座への道（NHK BSプレミアム） - イ・タン / ミルプングン役（チョン・ムンソン）[11]
- ボスを守れ（TBS） - 主演・ジホン役（チソン）
- ホテル・バビロン（NHK BS） - ベン役
- ボルジア家 愛と欲望の教皇一族（WOWOWプライム）
- 馬医（NHK BSプレミアム） - チャボン役
- 不良〈ヤンキー〉ですね - リン役
- ラブレイン（フジテレビ） - キム・チャンモ役（ソ・イングク）

#### アニメ
- アルティメット・スパイダーマン（ディズニーXD） - デッドプール役